# Malé Trakany
Malé Trakany, ungarisch Kistarkány (bis 1948 slowakisch „Malý Tarkan“) ist eine Gemeinde im Osten der Slowakei mit 1087 Einwohnern (Stand 31. Dezember 2024), die zum Okres Trebišov, einem Kreis des Košický kraj, gehört. Sie ist Teil der traditionellen Landschaft Zemplín.

## Geographie
Die Gemeinde befindet sich in der Südostecke des Ostslowakischen Tieflands in der Region Medzibodrožie (ungarisch Bodrogköz), genau am Dreiländereck Slowakei-Ukraine-Ungarn.
 Sie ist mit dem Nachbarort Veľké Trakany praktisch zusammengewachsen. Das 11,5 km² große Gemeindegebiet ist teils von Ackerboden, gegen Südosten durch Weiden, Altarme der Theiß sowie dem Strom selbst an der Grenze zu Ungarn geprägt. Das Ortszentrum liegt auf einer Höhe von 111 m n.m. und ist zweieinhalb Kilometer von Čierna nad Tisou, 14 Kilometer von Kráľovský Chlmec sowie 67 Kilometer von Trebišov entfernt (jeweils Straßenentfernung).
Nachbargemeinden sind Čierna nad Tisou im Norden, kurz Čierna im Nordosten, Solomonowo (UA) und kurz Záhony (H) im Osten, Tiszabezdéd im Südosten und Veľké Trakany im Süden und Westen.

## Geschichte
Die Geschichte des Ortes bis zum 14. Jahrhundert ist mit jener von Veľké Trakany weitgehend identisch; als eigenständiger Ort trat er zum ersten Mal im Jahr 1339 (als Kystarkyan) auf. Das Dorf gehörte zum Besitz verschiedener Kleinadeligen, 1417 dem Geschlecht Perényi. 1557 sind in einem Steuerverzeichnis drei Porta verzeichnet; das 16. Jahrhundert war wegen Choleraepidemien und Türkenkriegen durch Entvölkerung geprägt. Gegen 1620 wurde das Dorf wieder besiedelt, doch zahlreiche Hochwasser zogen es oft in Mitleidenschaft. Erst die Theißregulierung im 19. Jahrhundert setzte regelmäßigen Hochwasser ein Ende. 1828 zählte man 44 Häuser und 338 Einwohner, die von Landwirtschaft-, Obst- und Weinbau lebten.
Bis 1918/1919 gehörte der im Komitat Semplin liegende Ort zum Königreich Ungarn und kam danach zur Tschechoslowakei beziehungsweise heute Slowakei. Auf Grund des Ersten Wiener Schiedsspruchs lag er von 1938 bis 1944 noch einmal in Ungarn.

## Bevölkerung
| Jahr                | 1994 | 2004     | 2014    | 2024    |
| ------------------- | ---- | -------- | ------- | ------- |
| Anzahl der Personen | 912  | 1135     | 1116    | 1087    |
| Unterschied         |      | +24,45 % | −1,67 % | −2,59 % |

| Jahr                | 2023 | 2024    |
| ------------------- | ---- | ------- |
| Anzahl der Personen | 1099 | 1087    |
| Unterschied         |      | −1,09 % |

Nach der Volkszählung 2011 wohnten in Malé Trakany 1156 Einwohner, davon 998 Magyaren, 128 Slowaken, acht Roma sowie jeweils ein Russine und Ukrainer. 20 Einwohner machten diesbezüglich keine Angabe. 524 Einwohner bekannten sich zur römisch-katholischen Kirche, 444 Einwohner zur reformierten Kirche, 84 Einwohner zur griechisch-katholischen Kirche, vier Einwohner zur evangelischen Kirche A. B. und jeweils ein Einwohner zu den Zeugen Jehovas, zur orthodoxen Kirche sowie zur tschechoslowakischen hussitischen Kirche. 34 Einwohner waren konfessionslos und bei 63 Einwohnern wurde die Konfession nicht ermittelt.

## Bauwerke und Denkmäler
- reformierte Kirche aus dem Jahr 1772, damals noch ohne Turm, der 1852 hinzugefügt wurde